# 大東京舞踊団
大東京舞踊団（だいとうきょうぶようだん）は、日本のダンスカンパニー。2014年に結成され、ガレージロック、パンクを中心とした音楽を用いたエネルギッシュなパフォーマンスが特徴。英語での表記は「Die Tokyo Dance Crew」。主な略称は、「大東京」または「DTB」。

## 概要
2014年夏に日本の振付家・四戸賢治が結成。
全身に黒いボディーペイントを施し、主に日本のパンク・ロックナンバーでエネルギッシュなダンスを行っている。
日本各地で野外、屋内問わずに活動を展開中。

## 参加メンバー
団長の四戸賢治以外は固有のメンバーはおらず、公演毎に出演者を集うスタイルをとっている。なお、石坂雷雨、戸塚康崇、折原啓太、渡會慶の4人は旗揚げから全ての公演に参加中。（2016年10月現在）
- 四戸賢治（団長）
- 石坂雷雨　(旗揚げから参加。　白昼夢所属)
- 戸塚康崇（旗揚げから参加。）
- 渡會慶（旗揚げから参加。　牧阿佐美バレヱ団所属）
- 折原啓太　(旗揚げから参加。　劇団回転磁石所属)
- 大平智之（日暮里決戦から参加）
- 奥山太一　(日暮里決戦から参加。　劇団回転磁石所属)
- 高間淳平（池袋決戦から参加）
- 吉澤慎吾　(池袋決戦から参加。　マレビトの会所属)
- 串尾一輝（横浜決戦から参加。　青年団所属）

## 活動歴
- 「がんばって踊りますのでよろしくお願いします。」（2014年）　会場：青山円形劇場ピロティ
- 「大東京舞踊団がやってくる〜タマちゃんVSメカタマちゃん〜」（2014年）　会場：パルテノン多摩
- 「大東京舞踊団2015年世界征服ツアー」（2015年）
  - 〜日暮里篇　あけましておめでとうございます。今年も踊り死す所存でございます。〜　会場：日暮里D倉庫
  - 〜横浜篇 ワクワク!さくら works !!〜　会場：さくらWorks
  - ～別府篇 黒墨天然温泉垂れ流し～　会場：北浜公園
- 「大東京舞踊団2016年シリーズ!!」（2016年）
  - 池袋舞踊一揆前夜〜ダンスの夜明けは近いぜよ!!〜　会場：あうるすぽっと
  - 男女7人墨物語〜象の鼻テラス・ハウス〜　会場：象の鼻テラス